# Sukkerchok
Le Sukkerchok sono un girl group danese attivo dal 2008 al 2011 e nuovamente dal 2020, e composto da Kat Stephie Holst, Malene Qvist e Tina Inez Gavilanes Granda (quest'ultima successivamente rimpiazzata da Simone Cameron).

## Carriera
Le Sukkerchok hanno ottenuto notorietà all'inizio del 2009 con il brano Hvor som helst - når som helst, usato come sigla del popolare reality show danese Paradise Hotel, che ha trascorso sei mesi nella classifica Track Top-40 raggiungendo la 4ª posizione e ottenendo un disco d'oro per le oltre 15 000 copie vendute a livello nazionale. Con il loro secondo singolo Det'det hanno partecipato a Dansk Melodi Grand Prix 2009, il programma di selezione danese per la ricerca del rappresentante nazionale per l'Eurovision Song Contest 2009. Pur essendosi piazzate terze, il singolo ha ottenuto successo commerciale, arrivando 5º in classifica e vincendo un disco d'oro. I due singoli hanno preceduto l'album di debutto del gruppo, Hvor som helst - når som helst. Il disco ha debuttato al 5º posto della classifica danese e ha venduto più di 20 000 copie in Danimarca, regalando alle ragazze un disco di platino.
L'anno successivo le Sukkerchok si sono presentate a Dansk Melodi Grand Prix 2010 con Kæmper for kærlighed, ma non hanno raggiunto la fase finale della competizione. Il successivo 3 settembre è stato annunciato che Tina Inez Gavilanes Granda aveva lasciato il gruppo e che sarebbe stata rimpiazzata da Simone Cameron. Nello stesso autunno hanno pubblicato De 1000 drømmes nat, il singolo di lancio per il loro secondo album, che ha raggiunto il 15º posto in classifica. L'album omonimo, uscito ad ottobre 2010, non ha avuto la stessa fortuna del precedente, fermandosi alla 34ª posizione ed abbandonando la top 40 dopo solo tre settimane. A settembre 2011 il gruppo ha annunciato lo scioglimento a tempo indeterminato.

## Discografia

### Album in studio
- 2009 – Hvor som helst - når som helst
- 2010 – De 1000 drømmes nat

### Singoli
- 2009 – Hvor som helst - når som helst
- 2009 – Det'det
- 2009 – Hele julenat - hele juledag
- 2009 – Besat
- 2010 – Kæmper for kærlighed
- 2010 – Sukkerbold
- 2010 – De 1000 drømmes nat
- 2011 – Tænder mig
- 2011 – Kold som is